# Gmina Rymanów
Die Gmina Rymanów ist eine Stadt-und-Land-Gemeinde im Powiat Krośnieński der Woiwodschaft Karpatenvorland in Polen. Ihr Sitz ist die gleichnamige Stadt mit etwa 3770 Einwohnern (2016).

## Geographie
Die Gemeinde liegt in den Niederen Beskiden, ca. 60 km südlich vom Rzeszów und zehn Kilometer südlich der Kreisstadt Krosno. Durch die Gemeinde und ihren Hauptort fließt der Fluss Tabor, ein Zufluss des Wisłok.
Die Gemeinde hat eine Flächenausdehnung von 165,8 km², von der 54 Prozent land- und 34 Prozent forstwirtschaftlich genutzt werden.

## Geschichte
Von 1975 bis 1998 gehörte die Gemeinde zur Woiwodschaft Krosno.

### Partnerschaften
Rymanów unterhält eine Städtepartnerschaft mit der ukrainischen Stadt Nowowolynsk.

## Gliederung
Zur Stadt-und-Land-Gemeinde (gmina miejsko-wiejska) gehören die Stadt mit ihren Bezirken:
Rymanów Nr. 1 und Nr. 2 sowie der Kurort Rymanów-Zdrój.
Das ländliche Gebiet der Gemeinde gliedert sich in folgende Dörfer mit Schulzenämtern (sołectwa):
Bałucianka, Bzianka, Deszno, Głębokie, Klimkówka, Królik Polski, Ladzin, Łazy, Milcza, Posada Górna, Puławy, Sieniawa, Wisłoczek, Wróblik Królewski, Wróblik Szlachecki und Zmysłówka.
Daneben gibt es noch die Siedlungen Puławy und Rudawka Rymanowska.

## Bildung
In der Gemeinde gibt es sieben Schulzentren (Zespół Szkół), zwei weitere Grundschulen  (szkoła podstawowa) und ein allgemeinbildendes Gymnasium (liceum ogólnokształcące).